# Gunbarrel, Colorado
Gunbarrel är en ort (CDP) i Boulder County, i delstaten Colorado, USA. Enligt United States Census Bureau har orten en folkmängd på 9 263 invånare (2010) och en landarea på 16,2 km².